# Neue Bonner Hütte
Die Neue Bonner Hütte (ehemals Zechner-Hütte) ist eine Schutzhütte der Sektion Bonn des Deutschen Alpenvereins und liegt auf einer Höhe von 1713 m ü. A. in der Nähe des Katschbergs in den Gurktaler Alpen.

## Geschichte
Ursprünglich handelte es sich bei der Neuen Bonner Hütte um eine private Almhütte, in der gelegentlich Bergwanderer nächtigten. Nach dem Zweiten Weltkrieg wurde sie vom damaligen Besitzer, dem „Zechner-Bauer“, erweitert. Auf ihn geht der alte Hüttenname zurück, der noch in einigen Karten verzeichnet ist.
Im Jahr 1964 übernahm die Sektion Bonn das Anwesen, und nach vierjährigen umfangreichen Umbaumaßnahmen wurde die ehemalige „Zechner-Hütte“ nun als „Bonner Hütte“ wieder eröffnet. Zur Unterscheidung von der alten Bonner Hütte, der ehemaligen Hütte der Sektion bei Toblach in Südtirol, wird sie auch als „neue“ Bonner Hütte bezeichnet.

## Zugang zur Hütte
Im Sommer kann die Hütte am einfachsten mit dem Auto von der Ortschaft Frankenberg (Gemeinde Rennweg) erreicht werden. Zu Fuß benötigt man für diese Strecke etwa 2 Stunden (vom Tal aus). Alternativ ist die Hütte auch von Sankt Margarethen im Lungau in 3 Stunden und von Bundschuh (Gemeinde Thomatal) in 2½ Stunden erreichbar.

## Tourenmöglichkeiten
Von der Hütte sind folgende Ziele zu erreichen:
- Teuerlnock (2145 m)
- Aineck (2210 m) über Teuerlnock
- Schereck (2181 m)
- Schwarzwand (2214 m)
- Laußnitzsee (2001 m)

Ein Übergang zur Dr.-Josef-Mehrl-Hütte (1720 m) über Schwarzwand und Gaipahöhe dauert ungefähr 5 bis 6 Stunden.